# Operation "Likvidering"
Operation "Likvidering" (engelska: The Liquidator) är en brittisk spionfilm från 1965 i regi av Jack Cardiff. 
Filmen är baserad på John Gardners roman med samma namn.

## Handling
En brittisk agent med rätt att döda lägger ut sina uppdrag på andra aktörer vilket leder till oväntade komplikationer.

## Rollista i urval
- Rod Taylor - Boysie Oakes
- Trevor Howard - major Mostyn
- Jill St. John - Iris
- Wilfrid Hyde-White - chefen
- David Tomlinson - Quadrant
- Akim Tamiroff - Sheriek
- Eric Sykes - Griffin
- John Le Mesurier - Chekhov
- Jeremy Lloyd - ung man
- Jennifer Jayne - Janice Benedict
- Richard Wattis - flyginstruktören
- Suzy Kendall - Judith